# Mircea Braga
Mircea Braga (Sibiu, 27 de agosto de 1938-Sibiu, 19 de mayo de 2023) fue un ensayista y crítico literario rumano.

## Biografía
Nació en Sibiu en el seno de la familia formada por el mecánico de automóviles Gheorghe Braga y su esposa, María (n. Schneider). Asistió a la escuela primaria en Sibiu (1945-1952), la escuela secundaria "Gheorghe Lazăr" en Sibiu (1952-1955) y a la Facultad de Filología de la Universidad de Cluj (1955-1960), de la que obtuvo en 1984 el título de doctor en filología de la Universidad de Cluj con la tesis V. Voiculescu. Estudio crítico .
Después de graduarse, trabajó como profesor (1960-1962), editor del periódico Socialismo Pentru (1962-1966), instructor cultural (1966-1968) y director del Teatro Dramático de Baia Mare (1968-1970). Se trasladó a su ciudad natal, Sibiu, donde ocupó varios cargos culturales: director del Teatro Estatal de Sibiu (1970-1974), presidente del Comité de Cultura del condado. Sibiu (1974-1979), editor de la revista Transilvania (1979-1990), director de Prensa y Editorial "Transpres" (1990-1995) y director de la Editorial Imago en Sibiu (desde 1991). En 1995 fue nombrado, por concurso, catedrático de la Universidad del 1 de diciembre de 1918 en Alba Iulia . Profesor Emérito desde 2008.
Desarrolló una intensa actividad editorial, debutando en 1966 en las páginas de la revista Steaua y posteriormente colaborando en las revistas Tribuna, Familia, România literară, Vatra, Limbă şi literatură, Revista de istorie şi teorie literară, Teatru, Manuscriptum, Revue Roumaine, Convorbiri literare, Cahiers roumains d'études littéraires, Ramuri, Continent, Jurnalul literar, Curentul (München), Discobolul, Arhipelag y Acolada. Es autor de más de 20 volúmenes de crítica, historia y teoría literaria y aprox. 1500 estudios y artículos especializados.
Posteriormente, sus artículos se publicaron en dos libros: Synchronism and Tradition (1972) y Conjunctures and Permanences (1976). Los siguientes volúmenes están en el campo de la crítica, la historia, la teoría literaria y la filosofía de la cultura. También ha publicado estudios introductorios a algunas ediciones de las obras de Mihail Sadoveanu, Mihai Eminescu, Ioan Slavici, Romulus Cioflec, Oscar Lemnaru, Octavian Goga, Ion Creanga, Pavel Dan, Jean Bart, Victor Eftimiu, ND Cocea, AE Baconsky y ha colaborado en varios volúmenes colectivos. Mircea Braga ganó el Premio de Crítica Literaria e Historia de la Asociación de Escritores de Sibiu (1982), el Diploma de la Unión de Escritores de Rumania (1984), el Premio "Opera omnia" de la Unión de Escritores de Rumania, Rama de Sibiu (2006), Premio de la Crítica e Historia Literaria del Sindicato de Escritores Rumanos, Rama Sibiu (2010), Premio de la Crítica del Taller Nacional de Poesía "Tardes en Bradiceni" (2013). Premio de Teoría y Crítica Literaria del Sindicato de Escritores Rumanos, Rama Sibiu (2013). Premio "Libro del año" del Sindicato de Escritores Rumanos, sucursal de Sibiu (2016)
Casado con la escritora Rodica Braga. El matrimonio tuvo dos hijos: Corin Braga y Marian Braga.

## Obras
- Sincronismo y tradición, Cluj, 1972;
- Conjuntos y permanencias, Cluj-Napoca, 1976;
- El destino de algunas estructuras literarias, Cluj-Napoca, 1979;
- La historia literaria como pretexto, Cluj-Napoca, 1982;
- V. Voiculescu en el horizonte del tradicionalismo, Bucarest, 1984;
- Cuando el significado cubre el signo, Bucarest, 1985;
- El recurso a la tradición. Una propuesta hermenéutica , Cluj-Napoca, 1987;
- Al borde de la crítica, Sibiu, 1992;
- Recorte en el sentido: propuestas para la historia de la literatura, Sibiu, 1997;
- Cultura: ¿una supuesta utopía?, Sibiu, 2000;
- La era de los grandes clásicos, Sibiu, 2001;
- Crítica literaria y poesía, Sibiu, 2002;
- Caragiale y la obsesión por la “sombra”, Sibiu, 2002;
- Teoría y método, ensayo sobre las fuentes de la aventura metodológica moderna, Sibiu, 2002;
- Retiros interpretativos, Sibiu, 2003;
- Más allá del bien y el mal de la cultura (P. Nietzsche), vol. Yo, 2006;
- Ideología "Junimii" (coord.), 2007;
- Constantin Noica y Sibiu, 2007;
- Incursiones en el imaginario, 2 vol. (Coord.), 2007-2008;
- V. Voiculescu - Las máscaras de la búsqueda de uno mismo (Una hermenéutica de los horizontes de la creación), 2008;
- Geografías inestables (Sibiu, Ed. Imago, 2010);
- Sobre el orden soberano de recepción, (Sibiu, Ed. Imago, 2013);
- En las fuentes de la aventura metodológica moderna (Iași, Tipo Moldova, 2013);
- Deambulando por el canon (Iași, Tipo Moldova, 2013;
- Más allá del bien y el mal de la cultura (P. Nietzsche), vol. 2 (Sibiu, Ed. Imago, 2014);
- Ecce Nietzsche (Bucarest, Editorial de la Academia Rumana, 2015).